# San Juan (Maynas)
San Juan ist ein Stadtteil von Iquitos im peruanischen Amazonasgebiet. In diesem Stadtteil liegt der internationale Flughafen Coronel FAP Francisco Secada Vigneta, das Ausflugsziel Qista Cocha (Badesee und Tiergarten) sowie die Straße nach Nauta mit vielen Ausflugsressorts.
San Juan ist Verwaltungssitz des Distrikts San Juan Bautista in der Provinz Maynas (Region Loreto). Beim Zensus 2017 lag die Einwohnerzahl bei 99.151.
In San Juan leben viele Menschen in Armenvierteln; die aktuelle Situation kann wie folgt beschrieben werden:
Viele Einwohner leben in großer Armut und unter dem Existenzminimum von ca. CHF 120 pro Monat.
Es herrscht eine sehr hohe Arbeitslosigkeit (ca. 35 %).
Etwa 45 % der Einwohner verdienen sich den Lebensunterhalt mit Gelegenheitsarbeiten und informellen Dienstleistungen (z. B. Früchteverkauf an der Straßenecke).
Es sind Anzeichen eines Verfalls der kulturellen Werte und Familiensysteme erkennbar.
Die schlechte Gesundheitsversorgung führt zu erhöhter Kindersterblichkeit und Infektionskrankheiten.
Die Landflucht bewirkt in dieser Region eine hohe Zuwanderungsrate.
Ein weiteres Problem ist die mangelhafte Infrastruktur: Es gibt kein fließendes Wasser, lediglich unbefestigte Straßen sowie häufige Stromausfälle.
Gleichgültigkeit gegenüber den persönlichen, familiären und nachbarschaftlichen Ressourcen (z. B. brachliegende Hinterhöfe, freie Zeit) ist häufig.

## Fiesta San Juan
Jährlich findet am 21. Juni das Stadtfest San Juan statt. Dabei wird unter anderem die regionale Spezialität Juanes angeboten.